# Gniazda orła bielika (rezerwat przyrody)
Gniazda orła bielika (kaszb. Gniôzdo Òrzła Bielika) – faunistyczny rezerwat przyrody położony na terenie gminy Czarna Dąbrówka w województwie pomorskim. Leży w niedostępnych rejonach Parku Krajobrazowego Dolina Słupi, na południe od jeziora Skotawsko Wielkie. Zajmuje powierzchnię 10,57 ha (akt powołujący podawał 10,40 ha), natomiast jego otulina liczy 59,15 ha.
Ochronie rezerwatu podlega fragment starodrzewu sosnowego stanowiący ostoję orła bielika. Stoki znajdującego się tu znacznego obniżenia terenu porastają olbrzymie jałowce, a dno mchy torfowce, bagno zwyczajne i widłak jałowcowaty.
Według najnowszych zadań ochronnych ustanowionych w roku 2017 na okres trzech lat, obszar rezerwatu podlega ochronie ścisłej.
Najbliższe miejscowości to Łupawsko i Skotawsko.